# Rod Jones
Roderick Wayne Jones (Dallas, 31 marzo 1964) è un ex giocatore di football americano statunitense che ha militato nel ruolo di cornerback nella National Football League (NFL).

## Carriera
Al college Jones giocò a football a SMU. Fu scelto dai Tampa Bay Buccaneers nel corso del primo giro (venticinquesimo assoluto) nel Draft NFL 1986. Vi giocò fino al 1989, dopo di che passò il resto della carriera, terminata nel 1996, con i Cincinnati Bengals. Jones divenne celebre per avere raggiunto il velocissimo running back Bo Jackson mentre sembrava che questo stesse avviandosi a segnare un touchdown dopo una corsa da 88 yard, placcandolo.